# Alban (Name)
Alban (lat. Albanus) ist ein männlicher Vorname sowie Familienname. Die weiblichen Varianten lauten Albane, Albanie und Albanne.

## Herkunft und Bedeutung

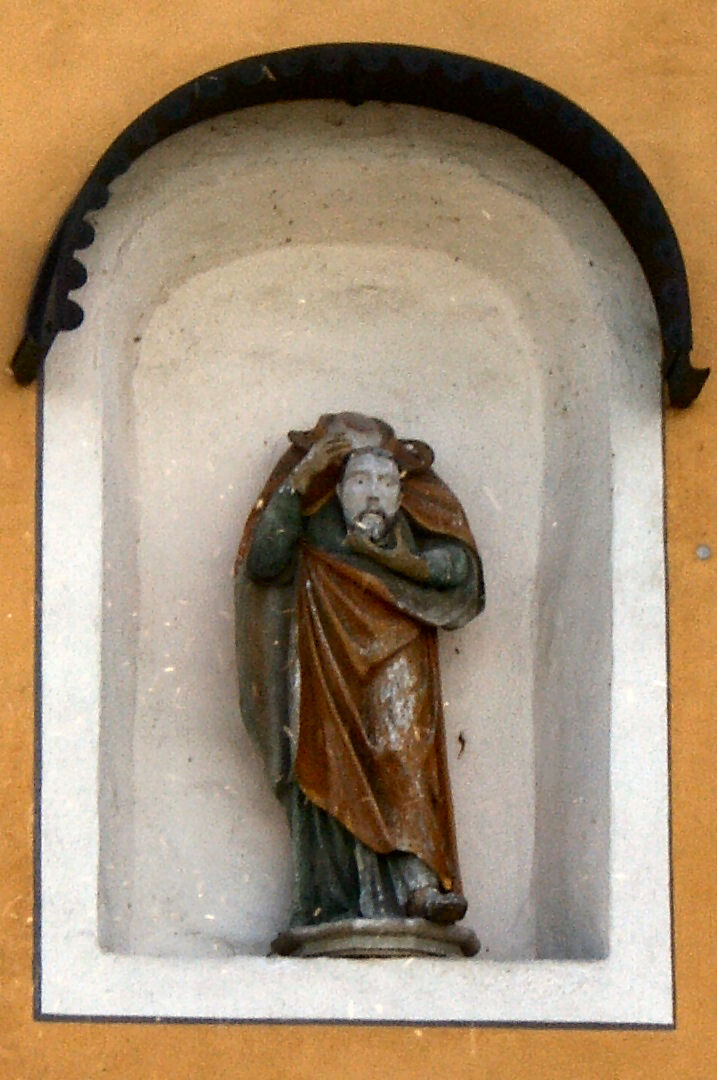
St. Alban bei Dießen am Ammersee

Fest steht, dass Alban aufgrund seiner Anlehnung zum lat. Albanus seinen temporalen Ursprung spätestens in der römischen Antike haben muss. Über die genaue Herkunft und der daraus resultierenden Bedeutung des Namens ist man sich hingegen uneins. 
- Wahrscheinlicher erscheint daher z. B. die Bedeutung „Einwohner der Stadt Alba“ (im Piemont). Bei dieser städtischen Auslegung ist zu beachten, dass ebenfalls Alba Fucens und die am Albaner See und auf den Albaner Bergen gelegene Mutterstadt Roms Alba Longa in Betracht kommen. Für Alba Longa spricht insbesondere der lat. Einwohnername Albani (Pl.) bzw. Albanus (Sg.). Demnach ist hierbei die Bedeutung „Einwohner von Alba Longa“ am zutreffendsten.
- Möglich erscheint auch eine Herleitung vom lat. albus für „weiß“ oder eine Ableitung vom lat. Namen Albinus („der Weiße“), so dass ebenfalls mit „der Weiße“ oder auch „der weiß Gekleidete“/„der festlich Gekleidete“ (lat. albatus) zu übersetzen wäre. Hiergegen spricht, dass bereits der Name Albin von Albinus herrührt und jener wiederum von albus stammt. Alban wäre folglich diesbezüglich allenfalls als Ableitung anzusehen.
- Eine weitere Herleitung besagt, dass der Name dem illyrischen Stamm der Albanoi (gr. Ἀλβανοί, lat. Albani) entspringt, von dem das Ethnonym Albaner herkommt. Daher kann Alban auch „Albaner“, „der aus Albanien Stammende“ oder „der aus dem Stamm der Albanoi Stammende“ bedeuten. Alban ist ein häufiger männlicher Vorname in Albanien.

Somit bestehen bei diesem Namen mehrere alternative Herleitungen nebeneinander.

## Verbreitung
Der Name findet wegen der u.g. heiligen Albans in vielen christlich geprägten Ländern, insbesondere auch in albanischsprachigen Staaten (dort jedoch vorwiegend als Bezugnahme zu dem Illyrerstamm der Albanoi), Verwendung.

## Namenstag
- 21. Juni Sankt Alban von Mainz, † 406
- 22. Juni Sankt Alban von England, † 306

Es war zeitweise umstritten, ob es sich bei den beiden tatsächlich um zwei Personen handelte. Verschärft wurde die Verwirrung dadurch, dass beide um den Sonnwendtag herum mit dem Schwert enthauptet worden sein sollen. Im Martyrologium Romanum sind beide getrennt aufgeführt. Man geht heute davon aus, dass beide historische Persönlichkeiten sind. Möglicherweise wurde die Hagiographie beider vermischt: Beide werden wegen der Art ihres Todes mit dem abgeschlagenen Haupt in ihren Händen dargestellt. Im süd- und südwestdeutschen Raum sowie in der Schweiz gehen die Patrozinien in aller Regel auf St. Alban von Mainz zurück.
Aufgrund ihrer Popularität wurden in ganz Europa und Nordamerika eine Vielzahl von Orten, Städten und auch Berge nach ihnen St. Alban benannt.
- 21. Januar Sankt Alban Roe, † 1642 (engl. Märtyrer)

## Varianten
- lateinisch: Albanus

## Namensträger

### Historische Zeit
- Alban von England († 306), christlicher Märtyrer in Britannien
- Alban von Mainz († 406), Priester, Missionar und Märtyrer

### Vorname
- Alban Beikircher (* 1968), italienisch-schweizerischer Violinist
- Alban Berg (1885–1935), österreichischer Komponist
- Alban Bushi (* 1973), albanischer Fußballspieler
- Alban Collignon (1876–1955), belgischer Sportjournalist und Radsportfunktionär
- Alban von Dobeneck (1833–1919), deutscher Landwirt, Politiker und Genealoge
- Alban Dold (1882–1960), deutscher Benediktiner, Liturgiewissenschaftler, Paläograph und Palimpsestforscher
- Alban Dragusha (* 1981), kosovarischer Fußballspieler und -trainer
- Alban Elezi Cannaferina (* 2003), französischer Skirennläufer
- Alban Förster (1849–1916), deutscher Komponist
- Alban Gerhardt (* 1969), deutscher Cellist
- Alban Gerster (1898–1986), Schweizer Architekt und Archäologe
- Alban Haas (1877–1968), deutscher katholischer Priester und Prälat, Heimatforscher und Kirchenhistoriker
- Alban Nikolai Herbst (* 1955), deutscher Schriftsteller, Librettist, Kritiker und Regisseur
- Alban Heß (1891–1970), deutscher Buchhändler und Gegner des Nationalsozialismus
- Alban Janson (* 1948), deutscher Architekt, Stadtplaner, Architekturtheoretiker und Hochschullehrer
- Alban Knecht (* 1968), deutscher Sozialpädagoge, Soziologe und Hochschullehrer
- Alban Köhler (1874–1947), deutscher Radiologe
- Alban Lafont (* 1999), französischer Fußballtorhüter
- Alban Lefranc (* 1975), französischer Schriftsteller und Übersetzer
- Alban Lipp (1866–1903), deutscher Lehrer, Kirchenmusiker und Komponist
- Alban Meha (* 1986), albanischer Fußballspieler
- Alban W. Phillips (1914–1975), neuseeländisch-britischer Ökonom
- Alban Ramaj (* 1985), albanischer Fußballspieler
- Alban Sabah (* 1992), deutscher Fußballspieler
- Alban Skenderaj (* 1982), albanischer Sänger
- Alban Spitz (1906–1996), deutscher Bildender Künstler und Autor
- Alban Stolz (1808–1883), deutscher Theologieprofessor, Volksschriftsteller und Erziehungswissenschaftler
- Alban Thorer (~1489–1550), Schweizer Mediziner, Philologe, Rektor, Übersetzer und Herausgeber
- Alban Wüst (1947–2000), deutscher Fußballspieler

### Familienname
- August Albanus (Geistlicher) (1765–1839), deutscher Pädagoge und Geistlicher
- August Albanus (Mediziner) (1837–1887), russischer Mediziner und Zoologe
- Carlo Alban (* 1979), ecuadorianischer Schauspieler
- Constant Jozeph Alban (1873–1944), niederländischer Porträt-, Stillleben- und Landschaftsmaler sowie Radierer und Möbeldesigner
- Dick Alban (* 1929), US-amerikanischer Footballspieler
- Esow Alban (* 2001), indischer Bahnradsportler
- Ernst Alban (1791–1856), deutscher Maschinenbauer
- Franciscus Alban (1781–1856), Bürgermeister, Abgeordneter der Landstände im Fürstentum Waldeck
- Franz Alban (1781–1856), deutscher Schuhmacher und Politiker
- Laureano Albán (1942–2022), costa-ricanischer Schriftsteller
- Matthias Alban (1634–1712), Tiroler Geigenbauer
- Robert Alban (* 1952), französischer Radrennfahrer

### Künstlername
- Dr. Alban (* 1957), schwedisch-nigerianischer Pop-Musiker